# Thorée-les-Pins
Thorée-les-Pins – miejscowość i gmina we Francji, w regionie Kraj Loary, w departamencie Sarthe.
Według danych na rok 1990 gminę zamieszkiwało 616 osób, a gęstość zaludnienia wynosiła 22 osób/km² (wśród 1504 gmin Kraju Loary Thorée-les-Pins plasuje się na 778. miejscu pod względem liczby ludności, natomiast pod względem powierzchni na miejscu 327.).